# Rhamphomyia umbripennis
Rhamphomyia umbripennis är en tvåvingeart som beskrevs av Johann Wilhelm Meigen 1822. Rhamphomyia umbripennis ingår i släktet Rhamphomyia och familjen dansflugor. Arten är reproducerande i Sverige. Inga underarter finns listade i Catalogue of Life.

## Bildgalleri

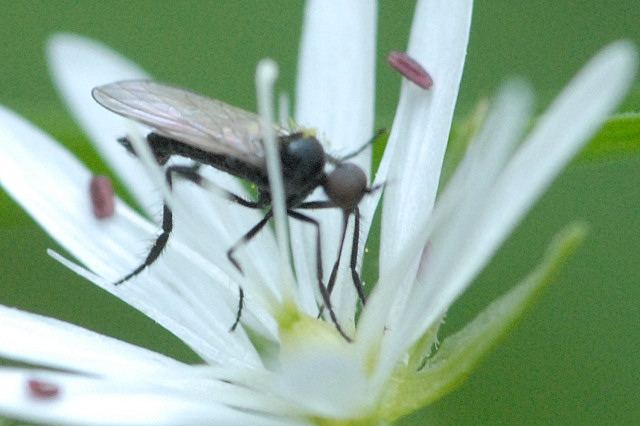
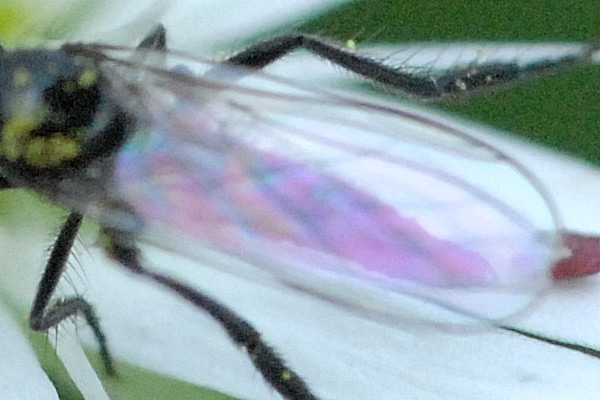